# Чеселден, Уильям
Уильям Чеселден (англ. William Cheselden; 19 октября 1688, Лестершир, Англия — 10 апреля 1752, Бат, Сомерсет, Англия) — английский хирург, преподаватель анатомии и хирургии, оказавший большое влияние на становление хирургии как научной медицинской профессии. Благодаря медицинскому миссионеру Бенджамину Хобсону его работа помогла революционизировать медицинскую практику в Китае и в Японии.
Уильям Чеселден родился в Лестершире в 1688 году. Он изучал анатомию в Лондоне под руководством Уильяма Каупера (1666—1709) и начал читать лекции по анатомии в 1710 году. В том же году он был принят в Королевскую коллегию хирургов Англии.
По его книгам «Анатомия человеческого тела» (1713) и «Остеография» (1733) студенты изучали анатомию в течение почти столетия. Метод Чеселдена по извлечению камней из мочевого пузыря через боковой разрез вместо переднего (1727) быстро распространился среди хирургов всей Европы. Также изобрёл способ хирургического создания «искусственного зрачка» для лечения некоторых форм слепоты.

## Жизнь
Уильям Чеселден родился 19 октября 1688 года в Лестершире, Англия. Он изучал анатомию под руководством Уильяма Каупера и начал читать лекции в 1710 году. В том же году он был принят в Лондонскую компанию хирургов-цирюльников, сдал выпускной экзамен 29 января 1711 года.
Он был избран членом Королевского общества в 1712 году. В следующем году была опубликована его книга «Анатомия человеческого тела», которая приобрела большую популярность и стала важным учебным пособием для студентов. Она выдержала тринадцать изданий, главным образом потому, что была написана на английском языке, а не на латыни, как это было принято.
В 1718 году он был назначен ассистентом хирурга в больнице Святого Фомы в Лондоне. Стал полноценным хирургом в 1719 или 1720 году, когда его специализация по удалению камней из мочевого пузыря привела к увеличению выживаемости. Впоследствии он был назначен хирургом-урологом в Вестминстерском лазарете и хирургом королевы Каролины. Он также усовершенствовал глазную хирургию, разработав новые методы удаления катаракты. Чеселден был выбран хирургом в больницу Святого Георгия после её основания в 1733 году. В том же году он опубликовал «Остеографию» или «Анатомию костей», первое полное и точное описание анатомии скелета человека.
Чесельден ушел в отставку из больницы Святого Фомы в 1738 году и переехал в больницу Челси. Его местом жительства был указан колледж Челси в Королевской хартии 1739 года при больнице для подкидышей, благотворительной организации, одним из основателей которой он был.
В 1744 году он был избран на должность начальника Роты хирургов-цирюльников и сыграл важную роль в отделении хирургов от цирюльников и создании независимой роты хирургов в 1745 году, организации, которая позже станет знаменитым Королевским колледжем хирургов Англии.
Чеселден ушел из Сент-Томаса в 1738 году и переехал в больницу Челси. Его резиденция указана как «Колледж Челси» в 1739 году Королевской хартии больницы для подкидышей, благотворительной организации, губернатором-основателем которой он был.
Он умер в Бате в 1752 году.

## Достижения
Чеселден известен изобретением метода боковой литотомии для удаления камней из мочевого пузыря, которую он впервые осуществил в 1727 году. Процедура имела короткую продолжительность (минуты вместо часов) и низкий уровень смертности (примерно 50 %). Чеселден уже разработал в 1723 году надлобковый подход, который он опубликовал в «Трактате о высокой операции для камня». Во Франции его работы развивал Клод-Николя Ле Кат .
Он также добился большого прогресса в офтальмологической хирургии, совершив операцию, иридэктомию, описанную в 1728 году, для лечения некоторых форм слепоты путем создания искусственного зрачка. Чеселден также описал роль слюны в пищеварении. Он сопровождал сэра Исаака Ньютона в его последней болезни и был близким другом Александра Поупа и сэра Ганса Слоана.